# Agence MYOP
MYOP est une agence de photographes créée en 2005, à Paris.
Fondée par deux photographes indépendants (Guillaume Binet et Lionel Charrier), le collectif compte actuellement 22 membres. L’agence est spécialisée dans la photographie documentaire et le photo-reportage, en France et à l’étranger.

## Historique
Les initiales qui composent le nom de l’agence MYOP sont inspirées d’un poème de Paul Éluard :
« Mes yeux objets patients / étaient à jamais ouverts / sur l’étendue des mers / où je me noyais ».
L’agence MYOP représente 22 auteurs aux écritures diverses, reflets de la photographie contemporaine (photographie de presse, reportage au long cours, portrait, approche plasticienne, etc.).
MYOP supporte ses photographes par la diffusion et la promotion de leurs productions personnelles tout en développant des projets collectifs (Révolutions, 2011 ; Clichés de Campagne, 2012 ; Oubliés de Nos Campagnes, 2013 ; Politique Paillettes, 2017 ; Sine Die, 2020,).
Leurs photographies sont publiées dans la presse française et internationale et se retrouvent dans les festivals de photographies (Les Rencontres d’Arles, Visa pour l’Image,, Photo London). Les photographes de MYOP sont primés dans des prix internationaux : World Press (Julien Daniel, Agnès Dherbeys, Olivier Laban-Mattei, Laurence Geai), Pictures of the Year (Olivier Laban-Mattei, Guillaume Binet), Prix Eugene Smith (Alain Keler), Visa d’Or (Olivier Jobard, Agnès Dherbeys, Alain Keler).
Les photographes de l’agence MYOP réalisent aussi des projets de commande pour des institutions culturelles ou publiques (Biennale de Venise, OCDE, Secours Catholique, DRAC Ile-de-France, Commission européenne).

## Photographes membres de l’Agence MYOP
- Ed Alcock (2011)
- Guillaume Binet (2005)
- Julien Daniel (2008)
- Agnès Dherbeys (2016)
- Pierre Hybre (2009)
- Olivier Jobard (2012)
- Alain Keler (2008)
- France Keyser (2011)
- Oan Kim (2005)
- Olivier Laban-Mattei (2013)
- Stéphane Lagoutte (2009)
- Jean Larive (2016)
- Ulrich Lebeuf (2007)
- Pascal Maitre (2019)
- Olivier Monge (2007)
- Julien Pebrel (2011)
- Chloe Sharrock (2021)
- Laurence Geai (2022)[29]
- Zen Lefort (2022)[29]
- Michel Slomka (2022)[29]
- Adrienne Surprenant (2022)[29]

## MYOP in
MYOP organise des expositions et des évènements qui font partie de l’identité de l’agence :

### MYOP in Arles 2014
L’agence MYOP investit un hôtel particulier à l’abandon rue de la Calade, à Arles, dans lequel différentes thématiques sont évoquées (précarité en zones rurales françaises, Crimée, etc.), en parallèle des Rencontres de la Photographie d’Arles.

### MYOP in London: Paris to Peckam
En association avec la galerie Seen Fifteen et à l’occasion de la première édition de Photo London, quinze photographes de l’Agence MYOP exposent dans deux maisons victoriennes abandonnées dans le sud de Londres.

### MYOP in Paris
Pour célébrer les dix ans de l’agence, MYOP organise des expositions dans six lieux parisiens (Polka Galerie, Point Éphémère, Hôtel de Sauroy,, Les Frigos,, L’Oiseau/La Petite Poule Noire et la boutique Leica Paris) du 10 septembre au 20 décembre 2015.

### MYOP in Arles 2018 et 2019
Les photographes de MYOP s’approprient une ancienne école dans le cœur de la vieille ville de Arles,. L’agence y présente son exposition collective « Exilés » sur le thème de la migration ainsi que 19 expositions exclusives  en 2018. En 2019, l’agence propose une exposition collective intitulée « Communions » et présente les travaux de ses photographes en regards croisés.

### MYOP in Arles 2021 et 2022
Pour la semaine d'ouverture des Rencontres de la Photographie d'Arles 2021 et 2022, l'agence MYOP a proposé des installations photographiques ainsi que des cycles de conférences. L'exposition collective "Back to Black" était montrée en 2021 à la Galerie Henri Comte. En 2022, les photographes présentaient leurs "Travaux en cours".

## Les éditions MYOP
MYOP publie aussi des éditions photographiques qui regroupent les écritures des membres du collectif :

### Politique Paillettes
Politique Paillettes est un ouvrage de 256 pages paru en 2017 aux éditions Robert Laffont qui explore en images les coulisses des élections présidentielles. Laurent Binet, Russell Banks, Patrick Marcolini, Jean-Luc Nancy et Christian Ruby ont rédigé les textes de l’ouvrage.

### MYOPzines
En 2017, l’agence MYOP publie le premier lot de MYOPzines, inspirés de l’univers des fanzines.
Le projet comporte 21 livrets, soit le nombre de lettres du premier vers du poème de Paul Éluard, qui présentent chacun le travail d’un des membres du collectif.

### Sine Die
Sine Die est publié en décembre 2020 par André Frère Editions. Le livre est un témoignage photographique sur le premier confinement en France, qui s’est tenu du 16 mars au 11 mai 2020. L’historien de la photographie Michel Poivert en a écrit les textes.